# 大竹專區
大竹專區，1950年代中国政府在四川省東部设置的专区。
1950年改四川省第十行政督察區置。轄大竹縣、渠縣、廣安縣、鄰水縣、墊江縣、梁山縣、長壽縣七縣。專員公署駐大竹縣。同年划出長壽縣入涪陵專區。1952年改梁山縣名梁平縣。1953年專區撤銷。大竹、渠縣、鄰水三縣入達縣專區，廣安縣入南充專區，墊江縣入涪陵專區，梁平縣入萬縣專區。 